# Pat LaBarbera

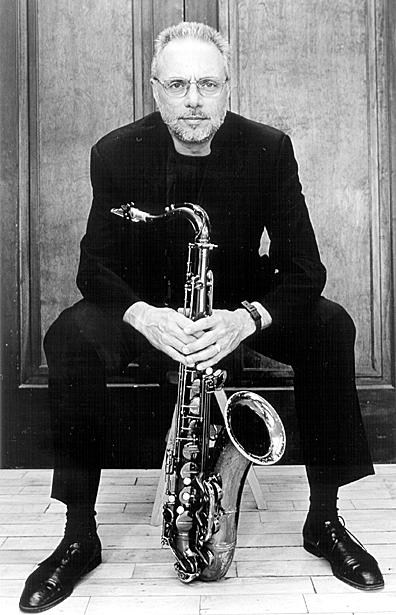
Pat LaBarbera

Pascel Emmanuel „Pat“ LaBarbera (* 7. April 1944 in Mount Morris, New York) ist ein in den Vereinigten Staaten geborener kanadischer Saxophonist (Sopran-, Tenor- und Altsaxophon), Flötist und Klarinettist des Modern Jazz.
Pat LaBarbera stammt aus einer Musikerfamilie – seine Brüder sind der Trompeter John LaBarbera und der Schlagzeuger Joe LaBarbera. Musikunterricht bekam er von seinem Vater, er spielte bereits mit sechs Jahren in der Familienband. Von 1964 bis 1967 studierte LaBarbera am Berklee College of Music und bei Privatlehrern. Bekannt wurde LaBarbera als Solist in den Big Bands von Buddy Rich, wo er von 1967 bis 1973 spielte (zu hören auf dem Album The New One! von 1967). Darüber hinaus trat er in TV-Shows auf, leitete eigene Formationen und arbeitete  beispielsweise mit Louie Bellson und Woody Herman.
Im Jahr 1974 zog er nach Toronto, Ontario und unterrichtete an der Musik-Fakultät des Humber College. LaBarbera arbeitete daneben mit Elvin Jones (1975) und tourte später mit ihm durch Europa (1979). Pat LaBarbera spielte auch eine wichtige Rolle bei der Ausbildung von kanadischen Saxophonisten. In den 1990er Jahren spielte er auch in den Bigbands von Dave McMurdo und Frank Mantooth. Für seine CD Deep In A Dream erhielt er im Jahr 2000 den Juno Award für das beste Jazzalbum im Bereich Traditioneller Jazz.

## Diskographische Hinweise
- Pat LaBarbera: ‘‘Pass It On‘‘ (1976)
- Pat LaBarbera Quintet: Virgo Dance (Justin Time, 1987)
- JMOG (Jazz Men On the Go) (Sackville, 1987)
- Dave McMurdo Jazz Orchestra: Live at Montreal Jazz Bistro (Sackville, 1992)
- John LaBarbera Big Band 2003: On The Wild Side (2004)
- John LaBarbera Big Band 2005: Phantasm
- Frank Mantooth: Sophisticated Lady (1994); A Miracle (1999)
- Trane of Thought: Live at the Rex (2019), mit Kirk McDonald, Brian Dickenson, Neil Swainson, Joe LaBarbera